# Колібрі багряногорлий
Колі́брі багряногорлий (Lamprolaima rhami) — вид серпокрильцеподібних птахів родини колібрієвих (Trochilidae). Мешкає в Мексиці і Центральній Америці. Це єдиний представник монотипового роду багряногорлий колібрі (Lamprolaima).

## Опис

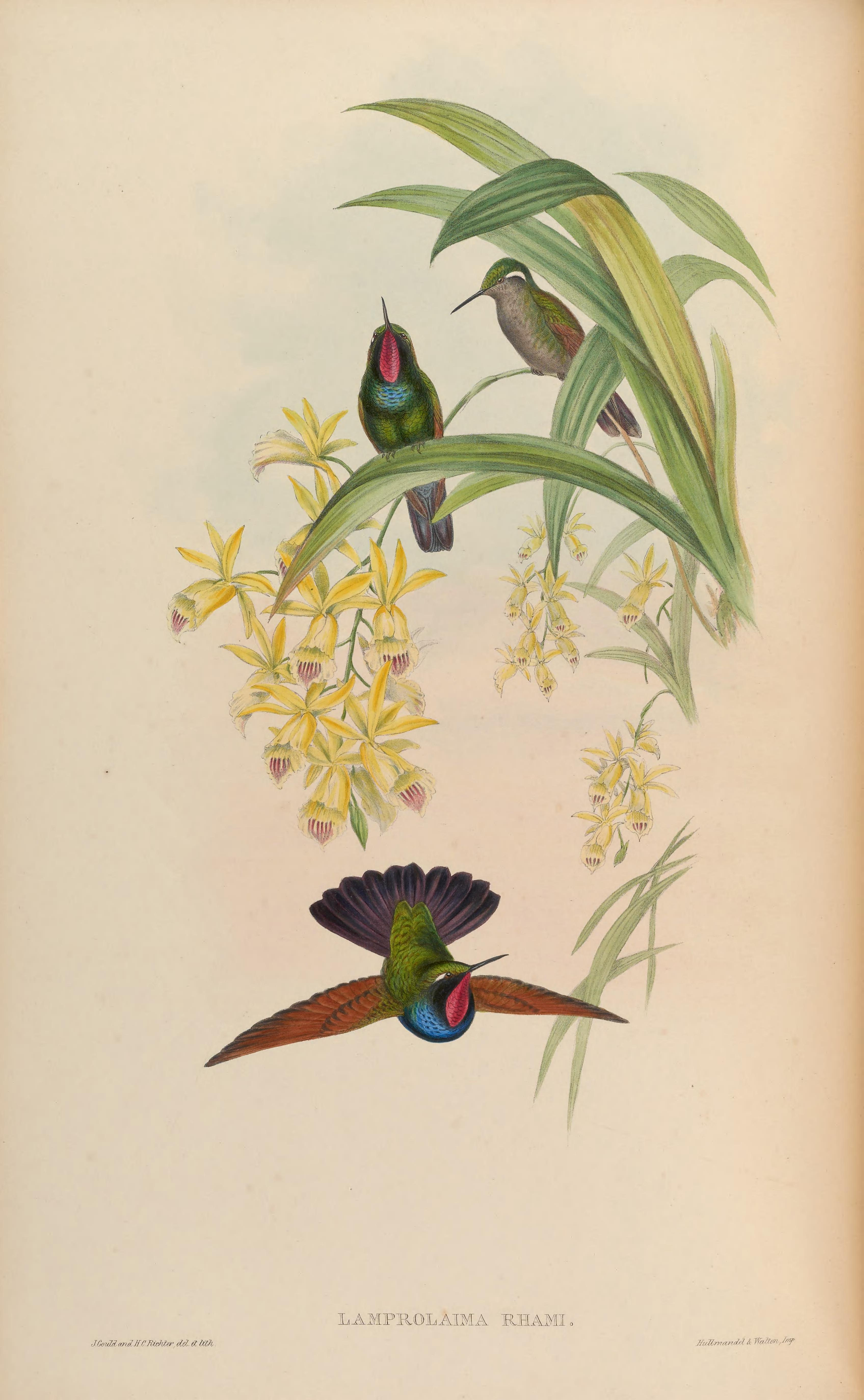
Багряногорлі колібрі

Довжина птахів становить 12-12,4 см, вага 5,6-7,1 г. У самців верхня частина тіла яскраво-зелена. Обличчя чорнувате, за очима білі плямки. На горлі райдужна рожева пляма, груди фіолетово-сині, блискучі. Решта нижньої частини тіла чорнувата, боки поцятковані зеленими плямками. Крила руді, махові пера мають темно-коричневі кінчики. Хвіст темно-фіолетовий, крайні стернові пера мають сірі кінчики. Дзьоб короткий, прямий, чорний, довжиною 19 мм.
У самиць верхня частина тіла зелена, блискуча, за очима білі плямки. Нижня частина тіла темно-сіра, горло поцятковане кількома блискучими рожевими плямками, боки поцятковані зеленими плямками. Крила такі ж, як у самців, однак дещо менш яскраві. Крайні стернові пера мають білі кінчики. Забарвлення молодих птахів є подібне до забарвлення самиць, однак у молодих самців нижня частина тіла більш темна, пера на грудях мають охристі краї, а у молодих самиць пера на голові мають охристі краї.

## Поширення і екологія
Багряногорлі колібрі мешкають в горах Мексики (на південь від Герреро, Пуебли і Веракруса), Гватемали, Гондураса і крайньої півночі Сальвадора (північ Санта-Ани і Чалатенанго). Вони живуть в сосново-дубових лісах, гірських тропічних і хмарних лісах, на узліссях та у високогірних чагарникових заростях. Зустрічаються на висоті від 1200 до 3000 м над рівнем моря, переважно на висоті від 1500 до 2300 м над рівнем моря, в Гондурасі лише на висоті понад 1600 м над рівнем моря. Під час негніздового періоду птахи здійснюють висотні міграції, переміщуючись на більш низьку висоту.
Багряногорлі колібрі живляться нектаром квітучих дерев і чагарників, зокрема з родів Inga і Erythrina, а також дрібними комахами, яких ловлять в польоті. Шукають жу на висоті до 10 м над землею. Самці захищають кормові території.
Сезон розмноження у багряногорлих колібрі на атлантичних схилах триває у квітні-травні, а на тихоокеанських схилах у грудні-березні. Гніздо відносно велике, чашоподібне, робиться з моху, листя і соснових голок, встелюється м'яким рослинним матеріалом, прикріплюється до коріння на відкритому схилі біля струмка.